# Grzegorz Lewandowski
Pour les articles homonymes, voir Lewandowski.
Grzegorz Lewandowski est un footballeur polonais, né le 1er septembre 1969 à Szczecinek (Pologne).
Cet ancien milieu de terrain a été sélectionné cinq fois en équipe de Pologne.

## Carrière

### Joueur
- Jusqu'en 1987 : Zawisza Grzmiąca ( Pologne)
- 1987–1989 : Gwardia Koszalin (pl) ( Pologne)
- 1989–1993 : Wisła Cracovie ( Pologne,124 matchs et 11buts)
- 1994 : CD Logroñés ( Espagne, 15 matchs et 1 but)
- 1994–1996 : Legia Varsovie ( Pologne, 54 matchs et 3 buts)
- 1996–1997 : SM Caen ( France, 28 matchs)
- 1997–1998 : Polonia Varsovie ( Pologne, 26 matchs et 3 buts)
- 2000–2001 : Zagłębie Lubin ( Pologne, 22 matchs et 2 buts)
- 2001 : RKS Radomsko ( Pologne, 1 match)
- 2001 : Hutnik Cracovie ( Pologne)
- 2001 : Adelaide United FC ( Australie, 9 matchs)
- 2002 : Hutnik Cracovie ( Pologne)
- 2002–2003 : Gwardia Koszalin ( Pologne)
- 2004 : Kotwica Kołobrzeg ( Pologne)
- 2005 : Freskovita Wysokie Mazowieckie (pl) ( Pologne)
- 2005–2006 : Kotwica Kołobrzeg ( Pologne)
- 2007 : Astra Ustronie Morskie ( Pologne)
- 2007 : ŁKS Łomża (en) ( Pologne)
- 2008 : Rega-Merida Trzebiatów ( Pologne)
- 2009–2011 : Sława Sławno ( Pologne)
- 2011–2012 : Gwardia Koszalin ( Pologne)
- 2012–2013 : Mewa Resko ( Pologne)
- 2014 : Sława Sławno ( Pologne)

### Palmarès
- Supercoupe de Pologne : 1994
- Coupe de Pologne : 1994/95
- Champion de Pologne : 1994/95